# Lizzie Borden
Lizzie Andrew Borden (19 juli 1860 – 1 juni 1927) was een Amerikaanse vrouw die centraal stond in de rechtszaak rond de moord op haar vader (Andrew Borden) en stiefmoeder (Abby Durfee Gray) die met een bijl om het leven werden gebracht op 4 augustus 1892 in Fall River, Massachusetts. De moorden, de rechtszaak en de daaropvolgende aandacht van de media zorgden voor een cause célèbre. Hoewel Borden werd vrijgesproken, werd niemand anders verdacht en is er tot op heden nog steeds discussie over wie de moorden heeft gepleegd.
Borden overleed op 1 juni 1927 op 66-jarige leeftijd aan een longontsteking. Details van de begrafenis werden niet bekendgemaakt en slechts een paar mensen woonden haar begrafenis bij.

## Verfilming
Het leven van Lizzie Borden is meerdere malen verfilmd.
- The Legend of Lizzie Borden (1975), Amerikaanse horrorfilm
- The Curse of Lizzie Borden (2006), Amerikaanse horrorfilm
- The Curse of Lizzie Borden 2: Prom Night (2008), Amerikaanse horrorfilm
- Lizzie, Amerikaanse thriller uit 2013
- Lizzie Borden's Revenge (2013), Amerikaanse horrorfilm
- Lizzie Borden Took an Ax (2014), Amerikaanse televisiefilm
- The Lizzie Borden Chronicles (2015), Amerikaanse miniserie
- Lizzie (2018), Amerikaanse biografische thriller